# Gustav Beuer
Gustav Beuer (24. února 1893 Liberec – 21. března 1947 Berlín) byl československý politik německé národnosti a meziválečný poslanec Národního shromáždění za Komunistickou stranu Československa.

## Biografie
Pocházel z chudé severočeské dělnické rodiny. Vystudoval učitelský ústav, ale pak až do roku 1914 pracoval v exportním obchodu v Jablonci. Za první světové války sloužil v rakousko-uherské armádě.
Už před rokem 1914 se angažoval v polemikách proti německým nacionalistům a všeněmcům. Po válce se pak zapojil výrazně do politického dění. Byl stoupencem Německé sociálně demokratické strany dělnické v ČSR (DSAP) a počátkem 20. let se při rozkolu ve straně připojil k jejímu levicovému křídlu a byl členem říšského (celostátního) akčního výboru levice v DSAP (společně s ním v tomto orgánu zasedali i Karl Kreibich, Otto Hahn nebo Alois Neurath).
Pak patřil mezi zakládající členy KSČ. V letech 1920–1921 (podle jiného zdroje 1919–1921) byl starostou Smržovky. Smržovka měla počátkem 20. let komunistickou většinu v zastupitelstvu. Beuer se k říjnu 1921 uvádí již jako bývalý starosta, ale nadále byl členem zastupitelstva a městské rady.
Zastával funkci krajského tajemníka KSČ v Karlových Varech a Liberci, v letech 1923–1924 byl kandidátem ÚV KSČ, ve 30. letech pak byl přímo členem ÚV KSČ. Byl také redaktorem denního tisku. Zastával post šéfredaktora libereckého listu Vorwärts a později i ústředního německého listu KSČ Die Rote Fahne v Praze.
V parlamentních volbách v roce 1935 se stal poslancem Národního shromáždění. Mandát si podržel do října 1938, kdy přišel o poslanecké křeslo kvůli pomnichovským změnám hranic Československa.
Profesí byl redaktor a podle údajů z roku 1935 bydlel v Liberci.
Za druhé světové války odešel do exilu. V prosinci 1938 odcestoval do Velké Británie v rámci skupiny 25 sudetoněmeckých komunistů, kteří měli připravit podmínky pro další emigraci svých kolegů z obsazeného pohraničí. V následujících měsících se jim podařilo takto dostat do britského exilu více než 800 komunistů německé národnosti. Během války pak tuto skupinu, nazývanou Beuer-Gruppe, vedl. Po vypuknutí války adresoval prezidentu Benešovi žádost o zřízení sudetoněmeckých vojenských jednotek v rámci československé zahraniční armády. V prvních měsících svého pobytu v exilu byl zdrženlivý vůči spolupráci s československým exilem okolo Edvarda Beneše. Prosazoval tehdy federativní tendence a usiloval o spolupráci sudetoněmeckých protifašistických sil (zejména Treugemeinschaft okolo Wenzela Jaksche, nezávisle na československé emigraci. Po uzavření sovětsko-německého paktu začal navíc, v souladu s linií komunistického hnutí, výrazně kritizovat vojenské úsilí západních demokracií jako imperialistickou válku. Byl proto od července 1940 až do léta 1941 se svými dalšími politickými souputníky internován na ostrově Man. Paralelně s dalším obratem komunistického hnutí a KSČ po německém vpádu do SSSR se opět zapojil do činnosti československého exilu. Počátkem roku 1942 pak byla skupina sudetoněmeckých exilových komunistů podřízena československému vedení. Organizoval konferenci německých antifašistů, konanou v Londýně v říjnu 1943. Patřil mezi hlavní řečníky na tomto setkání. V roce 1944 vydal spis Berlin Or Prague?: The Germans of Czechoslovakia at the Cross-roads.
Po válce se přestěhoval do Berlína.